# Otto Dicycle

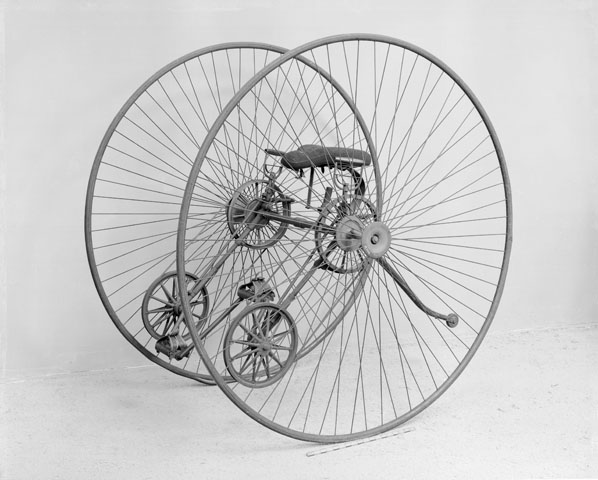
Otto Dicycle

Otto Dicycle var en tvåhjuling, vars hjul var monterade bredvid varandra och som rörde sig över trampdrevet. Hjulen hade i regel en diameter på 54 tum. Otto Dicycle uppfanns av Edouard Carl Friedrich Otto (1841–1905), som var en tysk-brittisk uppfinnare från Peckham i Surrey. Han fick i mars 1879 engelskt patent och i juli 1881 amerikanskt patent på konstruktionen.
Birmingham Small Arms Company (BSA) tillverkade 1880-1883 953 exemplar, och de marknadsfördes också i Tyskland. Idén bakom konstruktionen var dess säkerhet, i jämförelse med den vid den tiden dominerande höghjulingen. 
Fordonet drevs med vevpedaler och hade drift med två band, hjulen kunde riktas separat och bromsas ner via två roterande handtag. Cykeln kunde inte tippa bakåt tack vare en sporrstång på bakdelen.